# 佐藤大輔 (映像作家)
佐藤 大輔（さとう だいすけ、1974年 - ）は、日本の映像作家。東京都出身。フジテレビジョンを経て、現在は株式会社佐藤映像代表。総合格闘技イベント「PRIDE」の選手紹介映像を手がけた。ニックネームは「60億分の1の煽りVアーティスト」。

## 来歴
1974年、東京都で生まれる。高校時代からボート部に入部し、慶應義塾大学入学後もボート部に所属し、ストロークを務めた。1997年、大学卒業後、フジテレビに入社。1年間の研修期間後、報道を半年、バラエティーを半年経験して、2000年に希望していたスポーツ局に配属される。
1999年、当時アシスタントディレクター(AD)であった佐藤は、スカイパーフェクTV!でPPV放送されていた総合格闘技イベント「PRIDE」の5回目の大会であるPRIDE.5から制作に参加するようになる。
佐藤の制作した選手紹介映像は各試合の直前に放送し試合を盛り上げるもので、佐藤が手がけたPRIDEの選手紹介映像はファンの支持を集め、次第に「煽り映像」や「煽りV」（あおりぶい = 煽りVTR）などと呼ばれ始めた。その後ディレクターに昇格。
フジテレビで同じく放送していた立ち技格闘技イベントK-1も担当していたが、2003年からはPRIDEに専念するようになり、2004年からはさらにフジテレビ側のPRIDEのプロデュース業務も行うようになった。同年にK-1を否定したとも取れる文章をPRIDEのパンフレットに載せて話題となった。
2006年6月5日、フジテレビがPRIDEを主催していたドリームステージエンターテインメント (DSE) との契約を解除し、それ以降フジテレビでPRIDEが放送されなくなる。そのため、佐藤はPRIDEの選手紹介映像を制作できなくなった。その頃すでにPRIDEにとって不可欠な要素の1つとなっていた「煽りV」は他者が制作することになった。佐藤はフジテレビで放送していたF1中継『F1グランプリ』の紹介映像を制作したが、心はずっとPRIDEにあったという。
2006年10月31日付でフジテレビを退社。11月5日に開催された「PRIDE 武士道 -其の十三-」から映像制作に復帰。佐藤のパートナーでナレーター役の声優立木文彦の名がスクリーンに映し出されると会場からは歓声が上がった。大企業であるフジテレビを退社してまでPRIDEの映像制作を行った行動に対して、ファンからは大きな評価を受けた。その後、映像制作会社「株式会社佐藤映像」を設立し、PRIDEなどの映像制作を続ける。
2007年、PRIDEの興行権がDSEからUFCを主催するズッファ社のオーナーに売却され、4月8日に開催された「PRIDE.34」がPRIDEとしては事実上最後の大会となった。佐藤映像では、PRIDEだけでなく、フジテレビ以外のスポーツ番組やバラエティ番組も広く手がけるようになった。格闘技でも佐藤の才能を高く買う格闘技イベントK-1を運営するFEGの谷川貞治社長から再三に渡ってラブコールが送られている。
2007年11月21日にさいたまスーパーアリーナで記者会見が開かれ、元DSEのスタッフを中心として同年12月31日に一夜限りのイベント「やれんのか! 大晦日! 2007」を開催することを発表。佐藤はその製作スタッフの一人として会見に出席した。
2008年2月に放送された「やれんのか! 大晦日! 2007」のドキュメント番組「ドキュメンタリー やれんのか! 完結編」の責任編集者を務めた。大会ドキュメンタリーを放送するのはスカパー！史上初の試みであった。番組エンディングでは、秋山成勲VS三崎和雄がノーコンテストとなった会見の模様を流した後、「お後がよろしくない！」と締めた。
2008年2月13日に、都内・ホテルメトロポリタンエドモントにて行われた「DREAM」の記者会見に出席した。映像制作担当という肩書きで「過去にとらわれず新しいものをみんなで作っていきましょう! 極上、熱狂と熱狂のライブショーはファンの皆さんの協力なしでは作れません。ファンの皆さん、一緒に頑張りましょう!」と挨拶した。
2011年12月20日にニコニコ生放送で放送された「『元気ですか!! 大晦日!! 2011』　大決起集会！煽りVナイト！！」では、佐藤自身が司会を務めた。

## 担当番組・作品

### フジテレビ
- SRS
- PRIDE
- K-1 GRANDPRIX
- F1グランプリ
- ジャンクSPORTS
- ジャイアントキリング3 スポーツマン腕相撲世界一決定戦（2013年12月30日放送）
- FUJIYAMA FIGHT CLUB
- RIZIN
- 痛快TV スカッとジャパン[8]

### TBS
- 世界陸上選手権2007年[9]
- DREAM（2008年より）
- Dynamite!!（2008年から2010年）
- キングオブコント2020（2020年）

### 日本テレビ
- カートゥンKAT-TUN
- モクスペ 勝手に秋祭り!芸能人の恥ずかし映像100連発（2007年11月1日放送）[10]

### 朝日放送
- ネタ祭り2007夏の陣 〜東西対抗お笑いGP〜（2007年8月19日放送）
- 一攫千金ヤマワケQ! "責任者はお前だ!"
- ダイナマイト関西2008 オープニング映像（2008年10月17日放送分）
- GOD HANDS マジシャンNo.1決定戦（2008年12月19日放送）

### テレビ東京
- Road to UFC: Japan（2015年7月6日〜、総合演出）[11]

### その他
- ニコニコ動画、発表会および主催イベント「ニコニコ大会議」「ニコニコ超会議」オープニング映像[12]
- 「キン肉マニア2009」各種映像制作
- 『リアル』10周年・コミック第10巻発売記念スペシャルプロモーションムービー（2010年）
- 元気ですか!! 大晦日!! 2011（スカパー!、ニコニコ生放送）
- 将棋「電王戦」「叡王戦」プロモーションビデオ（2012年〜、ニコニコ生放送）
- HITOSHI MATSUMOTO presents ドキュメンタル（2016年〜、Amazonプライム・ビデオ）